# Larca notha
Larca notha är en spindeldjursart som beskrevs av Clarence Clayton Hoff 1961. Larca notha ingår i släktet Larca och familjen Larcidae. Inga underarter finns listade i Catalogue of Life.